# Chandra North
Chandra North (Dallas, 31 luglio 1973) è una supermodella statunitense.
Vanta pubblicità per Givenchy, Missoni, Trussardi e Valentino e varie copertine dell'edizione italiana di Vogue, per le edizioni francese, australiana, tedesca ed italiana tra il 1996 ed il 1998 e di D - la Repubblica delle donne tra il 1998 ed il 1999. Ha sfilato anche per Dolce & Gabbana, Fendi, Max Mara, Paco Rabanne, Chanel e Moschino oltre che per Victoria's Secret nel 1998.

## Agenzie
- Mega Model Agency - Amburgo
- Louisa Models - Monaco di Baviera
- SMG - Seattle Models Guild
- FM Agency - Londra
- Kim Dawson Agency
- Flair Model Management
- Mega Model Agency - Berlino
- Louisa Models - Amburgo